# قائمة زملاء الجمعية الملكية المنتخبين في 1914
هذه الصفحة تعرض قائمة زملاء الجمعية الملكية المُنتخبين لعام 1914.None

## الزملاء
- Geoffrey Thomas Bennett [الإنجليزية]‏
- Thomas Henry Havelock [الإنجليزية]‏
- Edmund Johnston Garwood [الإنجليزية]‏
- Richard Assheton [الإنجليزية]‏
- إدغار جونسون ألين
- صموئيل سميث [الإنجليزية]‏
- Diarmid Noel Paton [الإنجليزية]‏